# Listă de filme VistaVision
Aceasta este o listă de filme realizate în format VistaVision. Filmele cu text aldin sunt alb-negru. VistaVision este un format realizat de inginerii de la Paramount Pictures în 1954.

## Filme VistaVision

### Paramount
- White Christmas (1954)
- 3 Ring Circus (1954)
- Artists and Models (1955)
- The Desperate Hours (1955) (primul film alb-negru realizat în VistaVision)
- The Far Horizons (1955)
- The Girl Rush (1955)
- Hell's Island (1955)
- Lucy Gallant (1955)
- The Rose Tattoo (1955)
- Run for Cover (1955)
- The Seven Little Foys (1955)
- Strategic Air Command (1955)
- To Catch a Thief (1955)
- The Trouble with Harry (1955)
- We're No Angels (1955)
- You're Never Too Young (1955)
- Anything Goes (1956)
- The Birds and the Bees (1956)
- The Court Jester (1956)
- Hollywood or Bust (1956)
- The Leather Saint (1956)
- The Man Who Knew Too Much (1956)
- The Mountain (1956)
- Pardners (1956)
- The Proud and Profane (1956)
- The Rainmaker (1956)
- The Scarlet Hour (1956)
- The Search for Bridey Murphy (1956)
- The Ten Commandments (1956)
- That Certain Feeling (1956)
- Three Violent People (1956)
- The Vagabond King (1956)
- War and Peace (1956)
- Beau James (1957)
- The Buster Keaton Story (1957)
- The Delicate Delinquent (1957)
- The Devil's Hairpin (1957)
- Fear Strikes Out (1957)
- Funny Face (1957)
- Gunfight at the O.K. Corral (1957)
- Hear Me Good (1957)
- The Joker is Wild (1957)
- The Lonely Man (1957)
- Loving You (1957)
- Omar Khayyam (1957)
- The Sad Sack (1957)
- Short Cut to Hell (1957)
- Spanish Affair (1957)
- The Tin Star (1957)
- Wild Is the Wind (1957)
- Williamsburg: the Story of a Patriot (1957) (primul documentar în VistaVision)
- Another Time, Another Place (1958)
- The Black Orchid (1958)
- The Buccaneer (1958)
- Desire Under the Elms (1958)
- The Geisha Boy (1958)
- Hot Spell (1958)
- Houseboat (1958)
- King Creole (1958)
- Maracaibo (1958)
- The Matchmaker (1958)
- Rock-a-Bye Baby (1958)
- St. Louis Blues (1958)
- Teacher's Pet (1958)
- Vertigo (1958)
- But Not for Me (1959)
- The Five Pennies (1959)
- The Jayhawkers! (1959)
- Last Train from Gun Hill (1959)
- Li'l Abner (1959)
- That Kind of Woman (1959)
- The Trap (1959)
- Heller in Pink Tights (1960)
- It Started in Naples (1960)
- One-Eyed Jacks (1961)

### Alte studiouri
- An Alligator Named Daisy (Rank Organisation, 1955)
- Doctor at Sea (Rank Organisation, 1955)
- Richard III (London Films, 1955)
- Simon and Laura (Rank Organisation, 1955)
- Away All Boats (Universal Pictures, 1956)
- The Battle of the River Plate (Rank Organisation, 1956)
- The Black Tent (Rank Organisation, 1956)
- High Society (Metro-Goldwyn-Mayer, 1956)
- House of Secrets (Rank Organisation, 1956)
- The Searchers (Warner Bros., 1956)
- The Spanish Gardener (Rank Organisation, 1956)
- Doctor at Large (Rank Organisation, 1957)
- Hell Drivers (Rank Organisation, 1957)
- Ill Met by Moonlight (Rank Organisation, 1957)
- The Pride and the Passion (United Artists, 1957)
- The Big Money (Rank Organisation, 1958)
- North by Northwest (Metro-Goldwyn-Mayer, 1959)
- A Tale of Two Sisters (Korea, 2003)
- Death by Hanging (Japan, 1968)
- In the Realm of the Senses (Japan, 1976)
- In the Realm of Passion (Japan, 1978)
- Lupin III: The Mystery of Mamo (Japan, 1978)[2]
- Vengeance Is Mine (Japan, 1979)
- Urusei Yatsura 2: Beautiful Dreamer (Japan, 1984)
- Venus Wars (Japan, 1989)

## Filme care folosesc parțial VistaVision
Aceste filme folosesc VistaVision pentru cadrele cu efecte speciale. 
- Star Wars (1977)
- Star Trek: The Motion Picture (1979)
- The Empire Strikes Back (1980)
- Caveman (1981)
- The Fox and the Hound (1981, animație asemănătoare imaginilor generate de computer, nemenționat)
- Tron (1982)
- Star Trek II: The Wrath of Khan (1982)
- Return of the Jedi (1983)
- Back to the Future (1985)
- Aliens (1986)
- RoboCop (1987)
- Who Framed Roger Rabbit (1988)
- Back to the Future Part II (1989)
- The Abyss (1989)
- Indiana Jones and the Last Crusade (1989)
- Back to the Future Part III (1990)
- Forrest Gump (1994)
- True Lies (1994)
- Apollo 13 (1995)
- Jumanji (1995)
- Twister (1996)
- Contact (1997)
- Men in Black (1997)
- Meet Joe Black (1998)
- The Matrix (1999)
- The Mummy (1999)
- Gladiator (2000)
- The Perfect Storm (2000)
- Pearl Harbor (2001)
- The Mummy Returns (2001)
- Men in Black II (2002)
- 2 Fast 2 Furious (2003)
- Spider-Man 2 (2004)
- Batman Begins (2005)
- Herbie: Fully Loaded (2005)
- Flightplan (2005)
- Spider-Man 3 (2007)
- The Dark Knight (2008)
- Blindness (2008)
- Watchmen (2009)
- Inception (2010)
- Scott Pilgrim vs. The World (2010)
- Harry Potter and the Deathly Hallows Parts 1 & 2 (2010/2011)
- The Dark Knight Rises (2012)
- Captain Phillips (2013)
- Interstellar (2014)